# 아르노 프리스치
아르노 프리스치(Arno Frisch, 1975년 11월 13일 ~ )는 오스트리아의 영화배우, 연극 배우이다.
빈에서 태어났다.

## 영화
- 인생 가이드 (2017년)
- 롱 디스턴스 콜 (2011년)
- 블레시드 이벤트 (2010년) - 허버트 역
- 베드웨이즈 (2010년)
- 자장가 (2009년)
- 페티쉬 (2008년) - 존 웨이츠 역
- 저스틴 (2005년) - 니코 역
- 퍼니 게임 (1997년)
- 베니의 비디오 (1992년)